# Bengalgrib
Bengalgrib (Gyps bengalensis) er en rovfugl udbredt i Syd- og Sydøstasien. Fuglen var tidligere den almindeligste grib i f.eks. Nepal, men er nu stærkt truet.